# Sigrid Undset
Sigrid Undset (Kalundborg, 20 mei 1882 – Lillehammer, 10 juni 1949) was een Noorse romanschrijfster die in 1928 de Nobelprijs voor Literatuur won.
Undset werd in Kalundborg in Denemarken geboren, maar haar familie verhuisde naar Noorwegen toen zij twee jaar oud was. In 1924 bekeerde ze zich tot het katholicisme. Ze vluchtte in 1940 naar de Verenigde Staten wegens haar verzet tegen nazi-Duitsland en de Duitse bezetting, maar na de Tweede Wereldoorlog in 1945 keerde ze terug. Haar bekendste werk is Kristin Lavransdatter, een modernistische trilogie over het leven in Scandinavië in de middeleeuwen. Het boek speelt zich af in middeleeuws Noorwegen en werd van 1920 tot 1922 in drie delen gepubliceerd. Kristin Lavransdatter beeldt het leven van een vrouw van geboorte tot dood uit.
Undset stierf in Lillehammer op 67-jarige leeftijd.

## Merkwaardigheid
Sigrid Undset werd in de jaren 70 van de vorige eeuw herdacht op de maan, ten oosten van de krater Lambert in Mare Imbrium. De berg Lambert γ (Lambert gamma) kreeg na het beëindigen van het Apolloprogramma in 1972 de naam Mons Undset, maar de naam Undset werd verkeerd gespeld op Lunar Topographic Orthophotomap 40B4 (LTO-40B4) als Mons Undest. De Internationale Astronomische Unie (IAU) nam de naam Mons Undset/Undest echter niet op in de alfabetische lijst van officieel erkende benamingen van oppervlakteformaties op de maan. Tegenwoordig is de berg "Mons Undset" (of Mons Undest) enkel nog bekend als Lambert γ (Lambert gamma).